# Бивши дечак
Бивши дечак је прва збирка песама Ивана В. Лалића, објављена у Загребу 1955. године. Припада једној од оних збирки које је Лалић редиговао и песме које је одлучио да остави, објавио под именом Време, ватре, вртови. Те песме касније нису више штампане. Осим првог издања, те песме се могу наћи једино у издању Завода за уџбенике и наставна средства, које је уредио Александар Јовановић.